# Bandera de Aragón
La bandera de Aragón, también conocida como señera, es la enseña de la comunidad autónoma de Aragón, de acuerdo con lo establecido en su Estatuto de Autonomía:

Artículo 3.— Símbolos y capitalidad.
1. La bandera de Aragón es la tradicional de las cuatro barras rojas horizontales sobre fondo amarillo.
2. El escudo de Aragón es el tradicional de los cuatro cuarteles, rematado por la corona correspondiente, que figurará en el centro de la bandera.

La Ley 2/1984, de 16 de abril, de la comunidad autónoma de Aragón, regula el uso de la bandera y el escudo de la comunidad, estableciendo en su artículo 5 que «el Escudo de Aragón figurará siempre en el centro de la bandera».
No obstante, el Decreto 48/1984 de la Diputación General de Aragón, por el que se hace público el modelo oficial del escudo de Aragón, y se establecen las normas precisas sobre confección y caract
No obstante, el Decreto 48/1984 de la Diputación General de Aragón, por el que se hace público el modelo oficial del escudo de Aragón, y se establecen las normas precisas sobre confección y características materiales de la Bandera de Aragón, establece en su artículo segundo que «cuando la Bandera de Aragón tenga la proporción normal, la longitud igual a tres medios de la anchura, el eje del Escudo se colocará a una distancia de la vaina de media anchura de la Bandera», siendo esta la bandera usada por las instituciones de Aragón.
Se trata de la tradicional señera, aunque con la inclusión del escudo autonómico, para diferenciarla de la bandera de Cataluña, ya que cuando se aprobó el Estatuto de Autonomía de Aragón de 10 de agosto de 1982 (LO 8/1982), ya se había aprobado en el Estatuto de Autonomía de Cataluña de 18 de diciembre de 1979 (LO 4/1979), que adoptó la señera como bandera oficial

## Banderas preautonómicas
El ente preautonómico previo a la constitución del Gobierno de Aragón y formado inicialmente por los representantes de las tres diputaciones provinciales utilizaron varios símbolos. Inicialmente, en 1977, durante las primeras reuniones, ondeó una bandera de barras rojas sobre amarillo y al asta un campo con la cruz de San Jorge, que fue aprobada el 28 de mayo de 1977 por el pleno de la Diputación de Zaragoza. El 12 de abril de 1978, y hasta 1984 (año de aprobación del Estatuto de autonomía), se instituyó y utilizó la «constituida por cuatro barras rojas» y en la que se podía incorporar el escudo que era «el constituido por sus cuatro cuarteles tradicionales: la encina de Sobrarbe, la Cruz de Íñigo Arista, la cruz de San Jorge circundada por las cuatro cabezas de moro y los palos de gules». Esta medida fue tomada en la primera reunión de la recién constituida Diputación General de Aragón. El Decreto 48/1984, que regula el modelo oficial de la bandera y el escudo, formaliza una variante de esta bandera, desplazando el escudo hacia el asta y concretando un diseño definido del escudo.

Bandera de 1977 a 1978
Bandera de 1978 a 1984

## Historia de la bandera
Su origen está en las armas de linaje de los reyes de Aragón o Casa de Aragón, conocido en la Edad Media como «nuestro señal real» o «señal real». Este emblema de palos de gules y oro se usó en sellos, estandartes, escudos y pendones indistintamente, no siendo sino un emblema familiar y que posteriormente denotó la autoridad como Rey de Aragón hasta que, con el nacimiento del Estado moderno, comience a ser símbolo territorial. El primer testimonio seguro como escudo heráldico está en los emblemas heráldicos de Alfonso II, donde aparecen como escudos exentos, en gualdrapas del caballo y como tipo vexilológico en el pendón de la lanza de una representación ecuestre del rey de un sello de 1186.
El testimonio más antiguo que se tiene en cuenta en el estudio del emblema de las Barras de Aragón data de 1150, en que aparece en el escudo quizá preheráldico de un sello de Ramón Berenguer IV, príncipe de Aragón y conde de Barcelona. Aunque la escasa nitidez del sello, y su monocromía, hacen dudosa la atribución, pues el escudo palado y blocado refleja los habituales refuerzos defensivos de los escudos de mediados del siglo XII, por lo que desde el sigilógrafo catalán Ferran de Sagarra i de Siscar, que hizo un estudio de los sellos de Ramón Berenguer IV, hasta autores actuales como Guillermo Fatás o Ignacio de Torres-Solanot y García de Bustelo, albergan dudas de que sea un emblema heráldico, y no el mero escudo de guerra almendrado formado por listones y refuerzos metálicos de la época que formaba parte del equipamiento bélico del caballero representado. Es justo en esta época cuando comienza aparecer la heráldica en la península ibérica, según los estudios de Faustino Menéndez Pidal de Navascués. 
En todo caso, el linaje de los reyes de Aragón es el único linaje que podía ostentar los mentados palos de gules en campo dorado, y según diversos historiadores Ramón Berenguer IV de Barcelona se une a Petronila de Aragón con arreglo a la costumbre del derecho aragonés medieval conocida como "Matrimonio en casa", al haberse cortado la posibilidad sucesoria del linaje por vía masculina, lo que concedería a Ramón Berenguer un lugar como hijo y vasallo del Señor Mayor de la Casa de Aragón, Ramiro II (que será rey, señor y padre) y lo heredaría su hijo Alfonso II y sus nietos como emblema familiar aún no vinculado a la dignidad de Rey de Aragón. Más  tarde, desde la segunda mitad del siglo XIII  el símbolo de las barras comenzará a denotar la dignidad de Rey de Aragón.
Fluviá aduce como prueba de su vinculación a la casa condal barcelonesa su  presencia en un sarcófago de 1082 de Ramón Berenguer II donde aparecen 15 palos de oro y gules; sin embargo, no puede ser una prueba de la antigüedad del emblema asociado al linaje condal, puesto que esta es una decoración impostada por iniciativa de Pedro IV de Aragón con motivo de su traslado en 1385 al interior de la catedral de Gerona. Por lo tanto, la pintura aludida sería 300 años posterior, ya que en su emplazamiento original —a la intemperie durante tres siglos— el sarcófago no pudo conservar con esa nitidez la pintura del siglo XI, como demuestra Alberto Montaner Frutos y el informe arqueológico del hallazgo.
El historiador Guillermo Fatás Cabeza y el catedrátido de heráldica de la Institución Fernando el Católico, dependiente del CSIC, Guillermo Redondo postulan la tesis de que el emblema de las barras de gules en campo de oro proviene de la temprana vinculación del Reino de Aragón con la Santa Sede y estaría inspirado en el viaje que Sancho Ramírez (1064-1094) hizo a Roma en 1068 para consolidar el joven Reino de Aragón ofreciéndose en vasallaje al papa, documentado incluso en la cuantía del tributo de 600 marcos de oro al año. El escudo real recogería los colores propios del Papado presentes en las cintas de lemnisco de los sellos de la Santa Sede, y son visibles hoy todavía en la umbrella Vaticana.

Estandarte de los reyes de Aragón

En la segunda mitad del siglo XII, el señal de la Casa de Aragón era un mero distintivo familiar, y no territorial, de manera que no era posible la identificación con él de sus súbditos, que lo reconocerían sólo como atributo de su rey o de la autoridad de él emanada. La confusión sobre su origen condal es debida a la utilización que la Renaixença hizo en el siglo XIX de la historiografía del siglo XVI y está apoyada en documentos de Pedro IV de Aragón, que, olvidado ya el contrato de Matrimonio en Casa del enlace entre Petronila y Ramón Berenguer, consideraba las armas eran de linaje condal y no de la Casa de Aragón, pues estaba lejano el documento de esponsales por el que se regulaba su adscripición al linaje de los Aragón. Del mismo modo que consideraba las armas más antiguas del linaje de la Casa de Aragón la Cruz de Íñigo Arista, o la Cruz de Alcoraz (o de San Jorge acantonada de cabezas de moro), que no se consolidan en el escudo de Aragón hasta el siglo XV. Véase a este respecto el estudio de Alberto Montaner Frutos.
Además, Pedro IV usó con profusión otros símbolos, ya caballerescos en el sentido que cobrarían en el siglo XV, ceremoniales y ornamentales, como la cruz de San Jorge, e incluso fundó una orden de caballería valenciana caracterizada por estas armas. Asimismo, fue él quien usó una cimera con un dragón (probablemente emblema parlante: D'Aragón=dragón) y de ahí el entramado que hizo a San Jorge patrón de Aragón, por serlo de su rey, y con ello de todos los reinos (Valencia, Mallorca, Sicilia) y condados (Barcelona) que componían la Corona de Aragón. De ese dragón en cimera debió surgir, por deformación, el murciélago de Valencia.
La designación de la documentación medieval para esta enseña es "El senyal real del Rei d'Aragón". Por otra parte, rey de Aragón es el título principal de esta Casa, que utilizaron todos los reyes de Aragón arriba mencionados, desde Ramiro II (que entregó su poder a Ramón Berenguer IV como «princeps» o dominador), Petronila (reina de Aragón entre 1157 y 1162) y Alfonso II hasta Martín I El Humano o Alfonso V El Magnánimo. Sólo si se consignaba el título completo aparecía el de "Conde de Barcelona", que es la única denominación posible en la Edad Media.
La leyenda catalana atribuye su origen al conde Wifredo el Velloso (Guifré el Pilós), en el siglo IX. Wifredo el Velloso era hijo de Seniofré de Urgel, y reunió bajo su gobierno los condados de Barcelona, Urgel, Cerdaña, Besalú y Gerona; reconquistó Montserrat, fundó el monasterio de San Juan de las Abadesas y vivificó el de Ripoll. Repobló todo el centro de Cataluña y con esto consolidó su unidad interior. Inició la casa de Barcelona, la dinastía catalana que se subordinaría, con la firma del "Matrimonio en Casa" con Petronila de Aragón desde 1150, a la Casa de Aragón. Esta explicación legendaria, presente en Castilla y otros lugares de Europa, refiere que en una de sus gestas decidió, con sus seguidores, una victoria de los francos sobre los normandos. El premio que habría recibido por ello sería un escudo con fondo de oro de manos del rey Carlos el Calvo. Explica la leyenda que el mismo rey pintó, con los dedos manchados de sangre de las heridas del conde, las cuatro barras rojas.  Juan Sans y de Barutell refutaría la credibilidad de esta leyenda.
Fluvià propone como apoyo documental una inicial miniada de la versión catalana de la Crónica de San Juan de la Peña donde aparece el conde Guifredo (no su hijo, Guifredo el Velloso) rindiendo vasallaje al emperador Carlomagno, pero los escudos que portan son anacrónicos. El de Carlomagno, que nunca usó, es una recreación del siglo XIV, puesto que en época de Carlomagno no se usaban escudos de armas, y los atributos del emperador eran el pomo y el cetro. El de Guifredo sería también fruto del hecho de que la Crónica fue compuesta en el taller de Pedro IV en la segunda mitad del siglo XIV. Como vemos, la labor de rearme emblemático y heráldico de Pedro IV, que necesitaba hacer prevalecer su dignidad frente a la nobleza en la crisis de la sociedad estamental del siglo XIV, fue ingente.
También se postuló el origen del emblema en los Condes de Foix, pero el primer escudo de armas de los condes de Foix aparece documentado en un sello pendiente de una carta de 1229 de Roger Bernardo II de Foix el Grande, tras haberse infeudado su padre Roger Bernardo I de Foix el Gordo (quien podría haber usado ya el mismo emblema en 1215) a Alfonso II de Aragón en 1188, en forma de escudo conteniendo seis palos. Los bastones (en su nomenclatura ibérica de la época) de los condes de Foix varían mucho en su número ya desde el blasón de Roger Bernardo II el Grande. El uso de las Barras de Aragón por parte de los condes de Foix, según señalan F. Xavier Calicó y Faustino Menéndez Pidal de Navascués, se debe a que desde 1188 estos condes rendían homenaje vasallático al rey de Aragón, estando documentados actuando a su servicio en el reino de Aragón desde 1208.